# مصرف‌گرایی اخلاقی
مصرف‌گرایی اخلاقی (به انگلیسی: Ethical consumerism) (که به‌طور متناوب آن را مصرف اخلاقی، خرید اخلاقی و منبع‌یابی اخلاقی نیز می‌نامند و همچنین با مصرف‌گرایی پایدار و سبز همراه است)، نوعی از کنشگری مصرف‌کنندگان بر اساس مفهوم رای دادن با هزینه‌کردن دلار است. مردم این کار را با خرید محصولات اخلاقی انجام می‌دهند که از تولیدکنندگان کوچک یا صنعتگران محلی حمایت می‌کند و از جانوران و محیط زیست حفاظت می‌کنند، در حالی که محصولاتی را که از کودکان به عنوان کارگر استثمار می‌کنند، روی جانوران آزمایش می‌کنند یا به محیط زیست آسیب می‌رسانند، را تحریم می‌کنند.

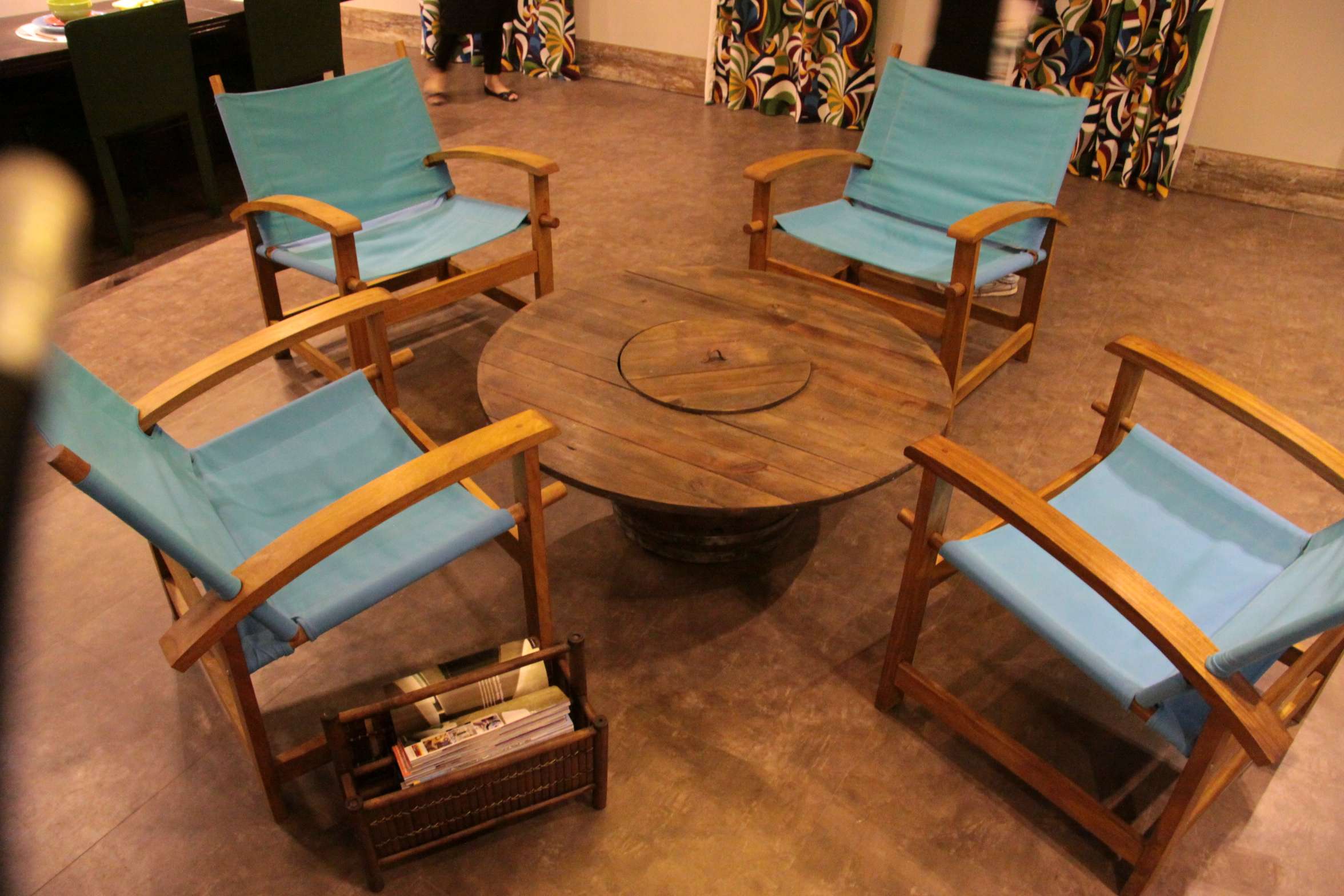
حلقه سیم برقی که دوباره به عنوان میز وسط در نمایشگاه دکوراسیون ریودوژانیرو استفاده شد. هنگامی که مصرف‌کنندگان مواد سازگار با محیط زیست مانند این را انتخاب و دوباره استفاده می‌کنند، مصرف‌گرایی اخلاقی را تمرین می‌کنند.

## زمینه‌های نگرانی
انجمن تحقیقات اخلاقی مصرف‌کننده اطلاعات بیش از ۳۰۰۰۰ شرکت را بر اساس عملکرد آنها در پنج حوزه اصلی گردآوری و دسته‌بندی می‌کند و "Ethiscore" را تشکیل می‌دهد:
- محیط زیست: گزارش زیست‌محیطی، انرژی هسته‌ای، تغییرات آب و هوایی، آلودگی و سموم، زیستگاه‌ها و منابع
- مردم: حقوق بشر، حقوق کارگران، سیاست زنجیره تأمین، بازاریابی غیرمسئولانه، تسلیحات
- جانوران: آزمایش جانوران، دامداری متمرکز، دیگر حقوق جانوران
- سیاست: فعالیت سیاسی، فراخوان تحریم، مهندسی ژنتیک، ضد مالی اجتماعی، اخلاق شرکت
- پایداری محصول: ارگانیک، تجارت منصفانه، ویژگی‌های مثبت محیطی، پایداری‌های دیگر.[۳]